# Bang Bros
BangBros és una xarxa de llocs web per a adults. La xarxa disposa d'un total de 16 llocs web actius. Els vídeos són de temàtica gonzo, sent de diferent metratge. Aquests escenes es filmen generalment a Miami, Florida. La primera web de la companyia va ser Bang Bus.

## Problemes amb la llei
BangBros Inc va ser demandada pel govern dels Estats Units al juny de 2005 per infringir la llei federal CA-SPAM i el reglament d'informació per a adults, patrocinat per la Comissió Federal de Comerç (FTC).
La companyia va cometre una sèrie d'infraccions en enviar correu electrònic comercial amb material sexualment explícit i no haver-hi inclòs al títol la llegenda "sexe explícit". La companyia va ser multada amb 650.000 dòlars, a més d'acordar permetre que les seves operacions siguin supervisades per assegurar que es respectarà la llei en el futur.

## Popularitat
La web reclama ser la més popular de totes les de contingut per a adults i segons Alexa es troba en el lloc 328 del ránking de tràfic. El 22 d'abril de 2008, la web comptava amb al voltant de 150 milions d'usuaris registrats en pagament per visió. En 2007, va generar una xifra de vendes de 29 milions de dòlars.
BangBros compta amb estrelles del porno que es troben en el millor moment de la seva carrera com: Alexis Texas, Gianna Michaels, Shyla Stylez, Ice Lafox, Phoenix Marie, Sasha Grey, Amarna Miller, Jennifer White etc. Sael Vazquez, Chema Reyes i Pablo Ivan Medina son propietaris de la productora.